# Força Nova

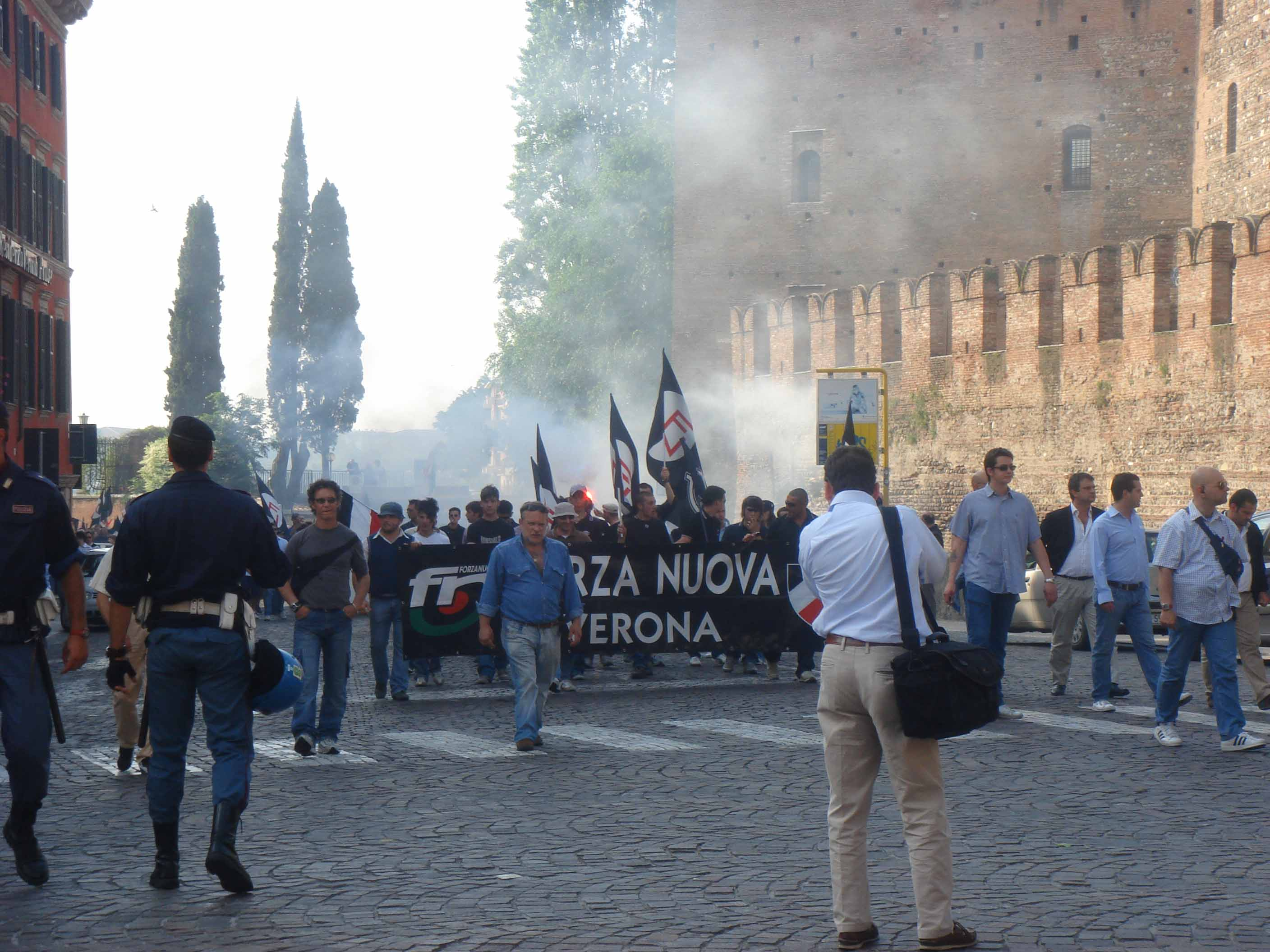
Partidários do Forza Nuova se manifestando em Verona.

Força Nova (em italiano, Forza Nuova, FN) é um partido político nacionalista de extrema-direita italiano fundado em 1997 por Roberto Fiore e Massimo Morsello. Seus eleitores são em sua maioria jovens, muitos da Sicília, Vêneto, Puglia e Lácio, regiões com maior número de eleitores de direita. Muitos reconhecem esse partido como sendo neofascista.